# Trolla (Estland)
Trolla is een plaats in de Estlandse gemeente Rõuge, provincie Võrumaa. De plaats heeft de status van dorp (Estisch: küla) en telt 27 inwoners (2021).
Tot in oktober 2017 lag Trolla in de gemeente Haanja. In die maand werd Haanja bij de gemeente Rõuge gevoegd.
Trolla ligt ten noordoosten van de Suur Munamägi, het hoogste punt van het Balticum, en ten noorden van het meer Vaskna järv (37,1 ha). De rivier Iskna, die langs het dorp stroomt, ontspringt aan dit meer.

## Geschiedenis
In 1684 werd een dorp met de naam Abi (of varianten op die naam, zoals Avi, Abbi en Awikülla) genoemd. In 1796 werd het dorp voor het eerst ook Trolla genoemd. In de loop van de 19e eeuw werd het dorp in tweeën gesplitst: Abikülä en Trolla. Beide dorpen lagen op het landgoed van Haanja. In 1977 werden de twee dorpen samengevoegd onder de naam Trolla.